# Trichomanes asae-grayi
Trichomanes asae-grayi là một loài dương xỉ trong họ Hymenophyllaceae. Loài này được Bosch mô tả khoa học đầu tiên năm 1861.